# Obština Ljaskovec
Obština Ljaskovec (bulharsky Община Лясковец) je bulharská jednotka územní samosprávy ve Velikotărnovské oblasti. Leží ve středním Bulharsku v Předbalkánu. Správním střediskem je město Ljaskovec, kromě něj zahrnuje obština 5 vesnic. Žije zde přibližně 15 tisíc obyvatel.

## Sídla
Všechna sídla v obštině mají vlastní samosprávu.
- Dobri Ďal
- Dragiževo
- Džuljunica
- Kozarevec
- Ljaskovec[p 1] (sídlo správy)
- Merdaňa

## Sousední obštiny
| Růžice kompasu | Gorna Orjachovica |  | Stražica  | Růžice kompasu |
| Růžice kompasu | Sever             |  |           | Růžice kompasu |
| Růžice kompasu | Obština Ljaskovec |  |           | Růžice kompasu |
| Růžice kompasu | Jih               |  |           | Růžice kompasu |
| Růžice kompasu | Veliko Tărnovo    |  | Zlatarica | Růžice kompasu |

## Obyvatelstvo
V obštině žije 12 568 obyvatel a je zde trvale hlášeno 12 640 obyvatel. Podle sčítání 7. září 2021 bylo národnostní složení následující:
- Bulhaři: 10 624 (97.0 %)
- Turci: 191 (1.7 %)
- Romové: 68 (0.6 %)
- ostatní: 72 (0.7 %)

V období 2011 až 2021 v obštině ubylo 1 783 obyvatel.